# Faith47
Faith47 ou Faith XLVII, pseudonyme de Liberty Du, née en 1979 au Cap, est une artiste visuelle, vidéaste, peintre, sculptrice et street artiste sud-africaine.

## Biographie
Faith est une artiste visuelle d'origine sud-africaine, elle est initiée à l'art urbain par Tyler Murphy alias Wealz130, le père de son fils, Keya Tama, artiste, aussi connu sous les pseudonymes de Cashril Plus et Jack Fox. Elle est engagée dans de nombreuses causes sociales et politiques. Elle est mariée à l'artiste DALeast.

## Expositions, évènements et projets
- 2005

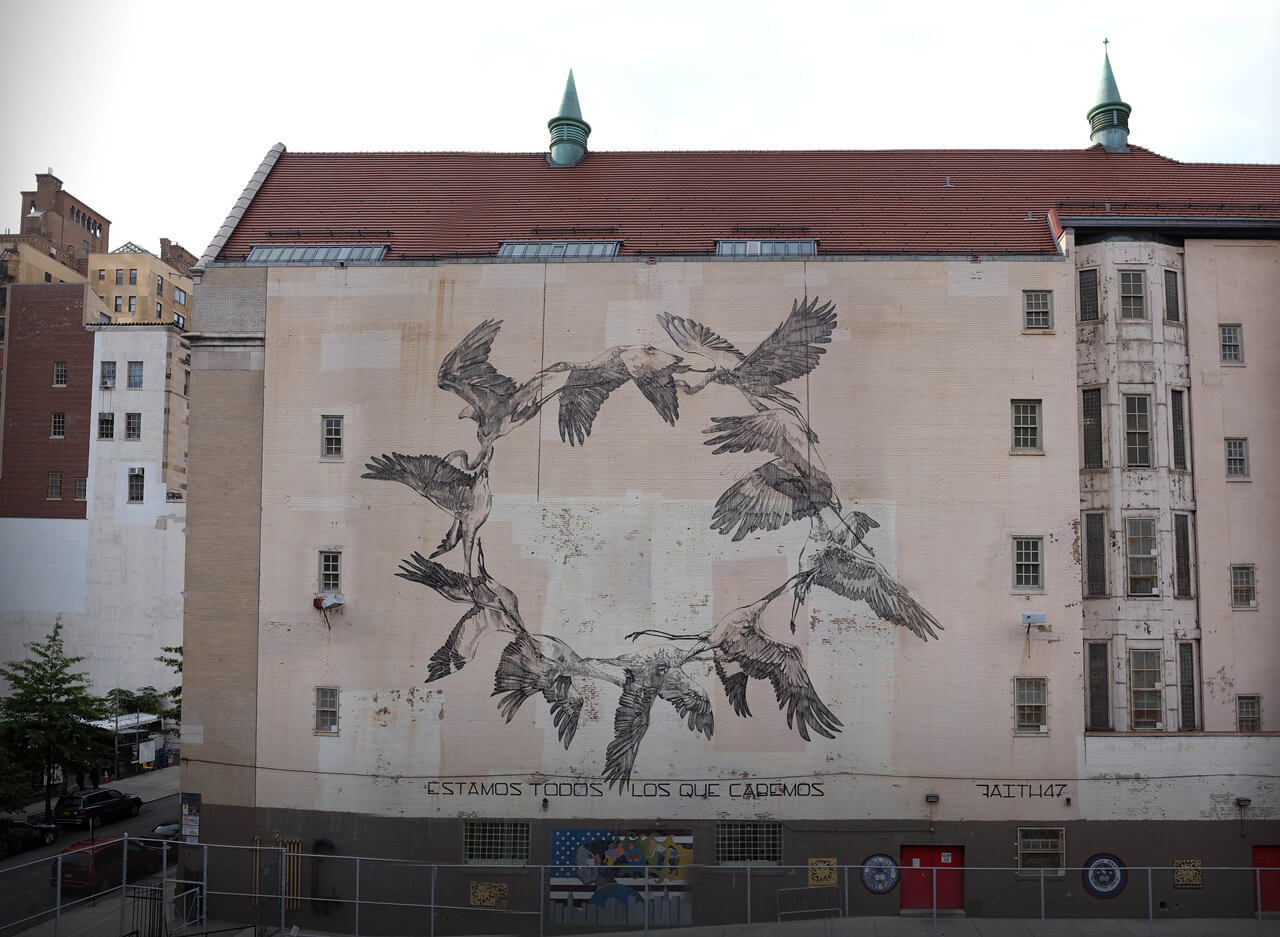
Estamos Todos Los Que Cabemos, Harlem, 2015.

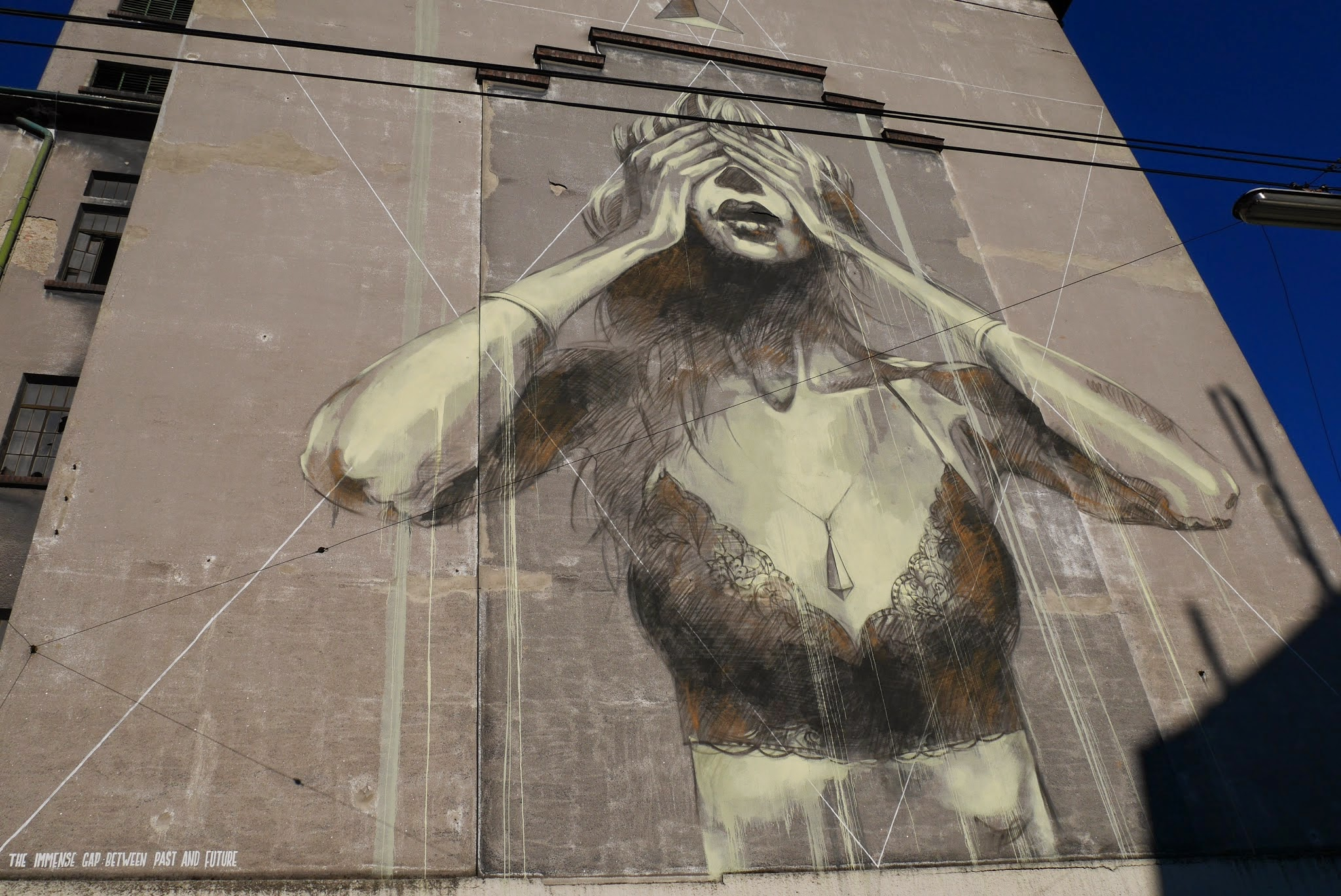
The Immense Gap between Past and Future, Vienne.

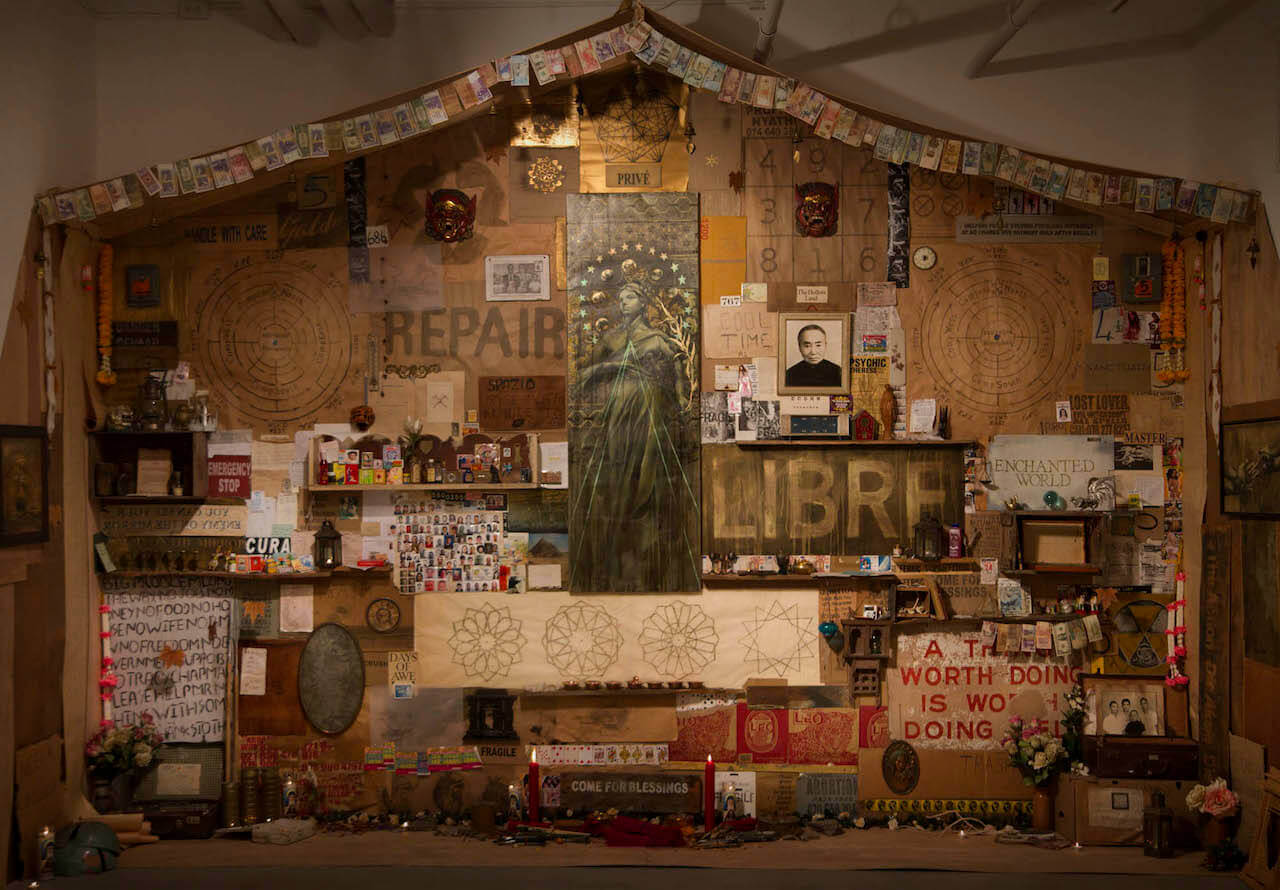
Aqua Regalia Chapter Two, Jonathan Levine Gallery, New York.

All Shall be Equal Before the Law, Queen Victoria Street, Le Cap.

Faith47 (à gauche), Leonard Street, Shoreditch, Londres.

  - Go Gallery, exposition collective, Amsterdam (Pays-Bas) (2005)
- 2008
  - The Restless Debt Of Third World Beauty, exposition solo, Atm Gallery, Berlin (Allemagne) (août 2008)[4]
- 2010
  - All Shall be Equal Before the Law, fresque, Queen Victoria Street, Le Cap (Afrique du Sud) (2010)
- 2011
  - Exposition collective sur la révolution et la liberté, Galerie Itinerrance, Paris (15 avril - 30 avril 2011)[5]
  - L'arbre - as above so below, fresque, Montry (2011)
- 2012
  - Vierge rédemptrice, ancienne usine Jeumont-Schneider rue de général de Gaulle à Champagne-sur-Seine (2012)[6]
  - Fragments of a Burnt History, exposition solo, David Krut Gallery, Johannesbourg (Afrique du Sud) (2012)[7]
  - Campagne « Wall / Therapy », fresque, Pleasant Street, Rochester (États-Unis) (juillet 2012)[8]
- 2013
  - Women on the Walls, exposition collective, Jeffrey Deitch et Wynwood Walls, Miami (États-Unis) (2013)[9]
  - Beyond Eden, exposition collective, Thinkspace Gallery, Los Angeles (États-Unis) (2013)
  - Anniversary, exposition collective, White Walls Gallery, San Francisco (États-Unis) (2013)
- 2014
  - Aqua Regalia Chapter One, exposition solo, Moniker Projects, Londres (Angleterre) (2014)
  - Capax Infiniti ou Capax Infiniti (Holding the Infinite) (Capax Infiniti (en)), fresque Carlyle Building, Portland, Oregon (États-Unis) (2014)
  - Djerbahood, Djerba (Tunisie) (2014)[10]
- 2015
  - Aqua Regalia Chapter Two, exposition solo, Jonathan Levine Gallery, New York (États-Unis) (2015)[11]
  - Agitprop, exposition collective, Brooklyn Museum, New York (États-Unis) (décembre 2015 - 7 août 2016)[12]
  - Art Liberté - du Mur de Berlin au street-art, exposition collective, Parvis de la gare de l'Est, Paris (avril 2015 - 8 juillet 2015)
  - Estamos Todos Los Que Cabemos, fresque, Monument Art NYC project, Madison avenue, East Harlem, New York (États-Unis)[13],[14]
- 2016
  - Femme Enceinte, fresque, Ostende (Belgique) (avril 2016)[15]
  - Freedom as Form, exposition collective, Wunderkammern Gallery, Milan (Italie) (29 juin - 10 août 2016)[16]
- 2018
  - Elixir, exposition solo, Fabien Castanier Gallery, Miami (États-Unis) (décembre 2018)[17]
  - Kaléidoscope, exposition collective, Institut Bernard Magrez, château Labottière à Bordeaux (novembre 2018 - février 2019)[18]
  - UN-DERSTAND The Power of Art as a Social Architect, exposition collective, Urban Nation Museum for Urban Comtemporary Art, Musée d'art urbain à Berlin (Allemagne) (2018)[19]
  - Astronomia Nova installation, hologramme, duo avec Lyall Sprong, « (regarder en ligne) », forêts de Värmland (Suède) (2017)[20]
- 2019
  - Veni, Vidi, Vinci, exposition collective, Fluctuart, centre d’art urbain, 7e arrondissement de Paris (novembre 2019 - avril 2020)[21],[22]
  - Mon Cœur, Hôpital de la Croix-Rousse à Lyon (2019)[23]
  - Aequalitas, fresque réalisée à New York à l’occasion du centenaire de l'Organisation internationale du travail (2019)[24]
  - Fresque mur du 37 rue Véron à l'invitation de la galerie Joel Knafo, Montmartre, Paris (2019)[25]
  - Conquête Urbaine au Musée des Beaux-Arts de Calais, exposition collective, Calais (6 avril - 3 novembre 2019)[26],[27]
- 2020
  - Bouteille Hennessy Very Special pour Hennessy (2020)[28]
- 2021
  - Douce Vie, fresque en hommage à l'artiste Hyuro, réalisée dans le cadre de la sixième édition des Échappées d'Art d'Angers, par Faith47 et Helen Bur, rue Valdemaine à Angers (2021)[29]
  - Fleurs médicinales, dessins dans les rues de Beyrouth, projet Underline, Beyrouth (Liban) (septembre 2021)[30],[31]
  - Chant, exposition solo, Everard Read Gallery, Le Cap (Afrique du Sud) (5 mai - 28 mai 2021)[32],[33]

### Films
- The Creators (The Creators (film) (en)) par Laura Gamse et Jacques de Villiers (2012) « The Creators » (présentation de l'œuvre), sur l'Internet Movie Database
- Bomb It (Bomb It (en)) par Jon Reiss (2007 « Bomb It » (présentation de l'œuvre), sur l'Internet Movie Database